# 765
765 је била проста година.

## Догађаји
- Википедија:Непознат датум — Владавина династије Абасида у Багдаду.
- 14. јул — Цар Сјуан-цун из династије Танг је побегао из престоница Си'ана пошто су се Ан Лушанове снаге приближиле граду током Ан Луашнове побуне

- Краљ Пипин III враћа папске привилегије (видети Пипинову донацију) на територији Беневента и Тоскане (и делимично у Сполету).
- Берберско племе Зената из Бану Ифран диже буну против Абасидског калифата и ствара независну државу са средиштем око Тлемцена (данашњи Алжир). Њихов племенски поглавица Абу Кура обнавља град (раније римска колонија Помарија).

## Смрти
- Стефан Нови - хришћански светитељ
- Телец - бугарски владар